# Lucie Aubrac

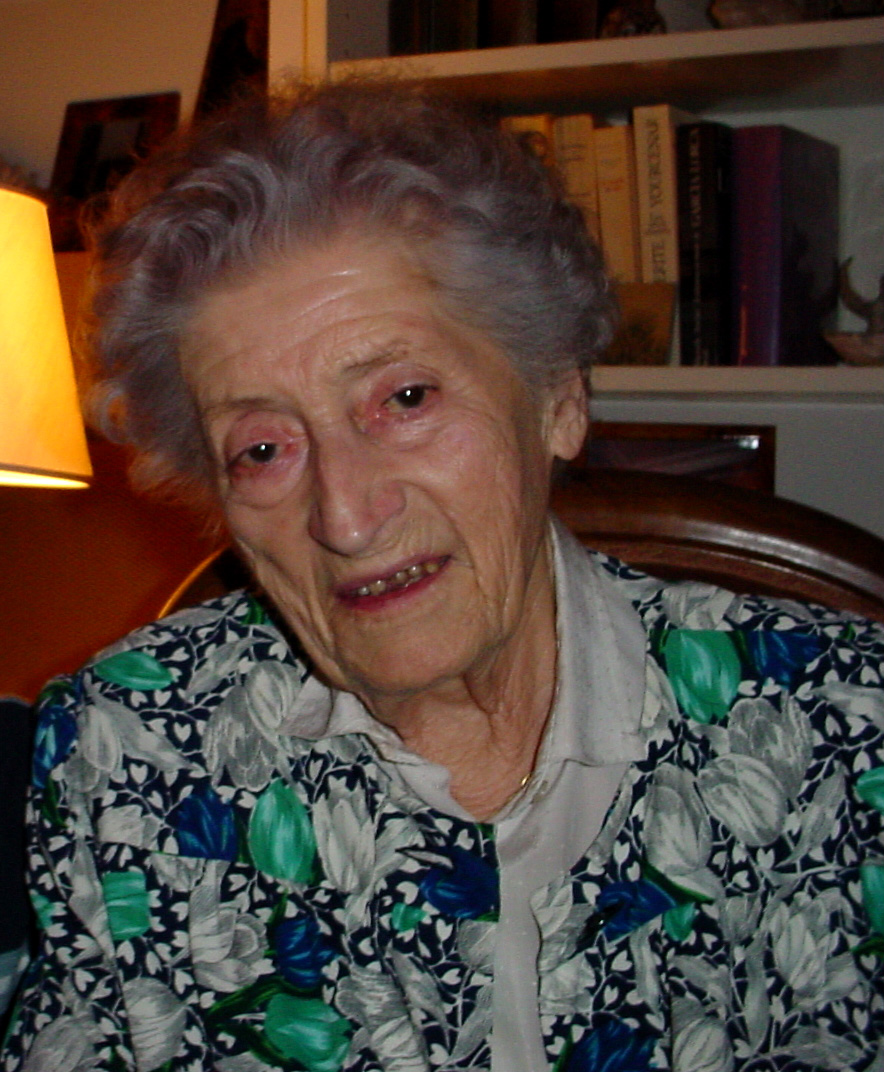
Lucie Aubrac im Mai 2003

Lucie Aubrac (mit bürgerlichem Namen Lucie Samuel, geb. Bernard; * 29. Juni 1912 in Mâcon; † 14. März 2007 in Issy-les-Moulineaux) war eine französische Geschichtslehrerin. Während des Vichy-Regimes in Frankreich und der Besetzung durch die Wehrmacht im Zweiten Weltkrieg war sie Mitglied der Résistance.

## Herkunft und Jugend
Lucie wurde in der burgundischen Stadt Mâcon als Tochter der in einfachen Verhältnissen lebenden Winzerfamilie Bernard geboren. Sie nahm mit Erfolg an der Aufnahmeprüfung zur École normale supérieure teil, um Lehrerin zu werden. Allerdings weigerte sie sich, eine Uniform zu tragen, weshalb sie ab dem Alter von 17 Jahren in einem Pariser Restaurant als Spülerin ihren Lebensunterhalt verdienen musste. Dort kam sie in Kontakt mit Mitgliedern der Parti communiste français (PCF) und anderen französischen Kommunisten. Sie unterstützte die kommunistische Idee, verkaufte Zeitungen und engagierte sich als Feministin. Als Nonkonformistin weigerte sie sich jedoch, an Schulungen der Partei in Moskau teilzunehmen. Während der 1930er-Jahre lernte sie in Paris junge Polen, Ungarn, Deutsche und Rumänen kennen, die auf der Flucht vor den Nazis waren. 1936 ergriff sie die Gelegenheit, aus Anlass der Olympischen Spiele nach Deutschland zu reisen, wo sie Zeugin des Antisemitismus wurde, der ihr endgültig die Augen für die Gefahr des Faschismus öffnete. Gleichzeitig setzte sie ihr Studium der Geschichte und Geografie an der Sorbonne in Paris fort. Nach ihrer Zulassung als Lehrerin arbeitete sie in Straßburg.

## In der Résistance
Bei Kriegsausbruch 1939 lebte sie mit dem jungen jüdischen Tiefbauingenieur Raymond Samuel zusammen. Sie heirateten am 14. Dezember 1939. Nach der Besetzung Nordfrankreichs wurde ihr Mann Gefangener der Wehrmacht in Sarrebourg. Im Zuge eines allgemeinen Aufruhrs im August 1940 gelang es ihr, ihn aus dem dortigen Gefängnis zu befreien. Beide setzten sich nach Lyon in die unbesetzte Zone ab und gründeten eine Widerstandsgruppe. 1941 schloss sich diese Gruppe mit dem von Emmanuel d’Astier de la Vigerie gegründeten Netzwerk Libération zusammen. (1941 wurde auch ihr erstes Kind, Jean-Pierre, geboren.) Gemeinsam mit d’Astier de la Vigerie gründeten sie die gleichnamige Untergrundzeitung. Nach außen hin führten die beiden ein bürgerliches Leben als Lehrerin und Ingenieur, während sie im Verborgenen gegen das Vichy-Regime arbeiteten. Zunächst konzentrierten sie sich auf die Herausgabe ihrer Zeitung, doch ab 1942 kümmerten sie sich auch um die Beschaffung von Waffen, Geld und Verstecken.
Am 15. März 1943 wurde Raymond Samuel, der Papiere auf den Namen Raymond Vallet führte, von der Milice verhaftet, doch kurz darauf wieder freigelassen. Die Polizei erkannte seine wahre, jüdische Identität nicht; er selbst bezeichnete sich bei den Vernehmungen als gewöhnlichen Schwarzmarkthändler. Eine entscheidende Rolle bei seiner Freilassung spielte jedoch seine Frau Lucie. Sie besuchte persönlich den Staatsanwalt, bedrohte ihn unter Berufung auf General de Gaulle und forderte die Freilassung ihres Ehemannes. Zehn Tage später befreite die Résistance in einer Kommandoaktion die Gefangenen Maurice Kriegel-Valrimont, Serge Ravanel und François Morin, die gemeinsam mit Raymond Samuel verhaftet worden waren. Lucie und Raymond Samuel waren an der Aktion beteiligt. Die Mitglieder des Kommandos verschafften sich Zutritt zur Häftlingsabteilung eines Krankenhauses, indem sie sich als Gestapo-Agenten ausgaben.
Am 21. Juni verhaftete die Gestapo Raymond erneut, unter seinem neuen Decknamen Aubrac, zusammen mit Jean Moulin in Caluire-et-Cuire. Er wurde in das Gefängnis im Fort Montluc bei Lyon verschleppt. Am 21. Oktober 1943 befreiten Lucie und weitere Mitglieder des Widerstands ihn nochmals, gemeinsam mit dreizehn anderen Résistants. In den folgenden Monaten lebten sie im Untergrund, immer wieder das Versteck wechselnd. Dank ihrer persönlichen Verbindungen konnten sie, gemeinsam mit ihrem ersten Kind, Jean-Pierre, im Februar 1944 nach London fliehen. Wenige Tage nach ihrer Ankunft brachte Lucie ihr zweites Kind zur Welt, eine Tochter, Catherine. Den Namen Aubrac, den letzten Decknamen, den sie in Frankreich vor ihrer Flucht benutzt hatten, behielt die Familie bei.

## Nach dem Krieg
Am Ende des Krieges arbeitete Lucie Aubrac in der Konsultativversammlung der provisorischen Regierung de Gaulles mit. Sie lehnte jede Heldenverehrung und eine politische Karriere ab. Sie kehrte in den Schuldienst zurück und arbeitete wieder als Geschichtslehrerin. Später engagierte sie sich in Marokko und Algerien als Menschenrechtsaktivistin (u. a. in der Liga für Menschenrechte).
Im Jahr 1984 veröffentlichte Aubrac ihre Memoiren unter dem Titel Ils partiront dans l’ivresse im Zusammenhang mit der einsetzenden Debatte über die Vichy-Zeit und Kollaboration in Frankreich. Der 1997 erschienene Film Lucie Aubrac von Claude Berri stützt sich lose auf Ereignisse bei der zweiten Befreiung ihres Ehemanns.
Lucie Aubrac wurde auf dem Friedhof Père-Lachaise in Paris begraben.

## Ehrungen
Die französische Post brachte am 26. Mai 2018 eine Sondermarke mit den Porträts der Eheleute heraus.
Am 19. Juni 2018 wurde eine Station der Pariser Métro nach ihr benannt.

## Werk
- La Résistance. Naissance et organisation, 1945, R. Lang (französisch)
- Heldin aus Liebe. Eine Frau kämpft gegen die Gestapo Tagebuch, Übers. Andrea Spingler. Beck, München 1996, ISBN 3-406-41164-9; Büchergilde Gutenberg, Frankfurt 1997, ISBN 3-7632-4643-6; dtv, München 2000, ISBN 3-423-30773-0.
  - frz. Original: Ils partiront dans l’ivresse 1984 (wörtl. „Im Freudentaumel werden sie abreisen“)
  - engl. Fass.: Outwitting the Gestapo Übers. Konrad Bieber, Betsy Wing
- La Résistance expliquée à mes petits-enfants. Texte abrégé et annoté par Sonia Blin. Klett Sprachen, Stuttgart 2001; 2009, ISBN 978-3-12-592127-6

## Filme
- Lucie Aubrac, ein Leben für die Résistance – Dokumentarfilm, Regie: Diane Lisarelli, FRA 2019
- Lucie Aubrac, Heldin der Résistance – Dokumentarfilm, Regie: Emmanuel Laborie, FRA 2000, 30 Min.[2]
- Lucie Aubrac – Regie und Drehbuch: Claude Berri, FRA 1997
- Armee im Schatten – Regie: Jean-Pierre Melville, FRA/ITA 1969